# Elektrownia jądrowa Tsuruga
Elektrownia jądrowa Tsuruga (jap. 敦賀発電所 Tsuruga hatsudensho) — japońska, czynna elektrownia jądrowa położona w sąsiedztwie miasta Tsuruga, w prefekturze Fukui. Znajduje się na terenie Quasi-Parku Narodowego Wakasa-wan. Jej właścicielem i operatorem jest firma Japan Atomic Power Company.

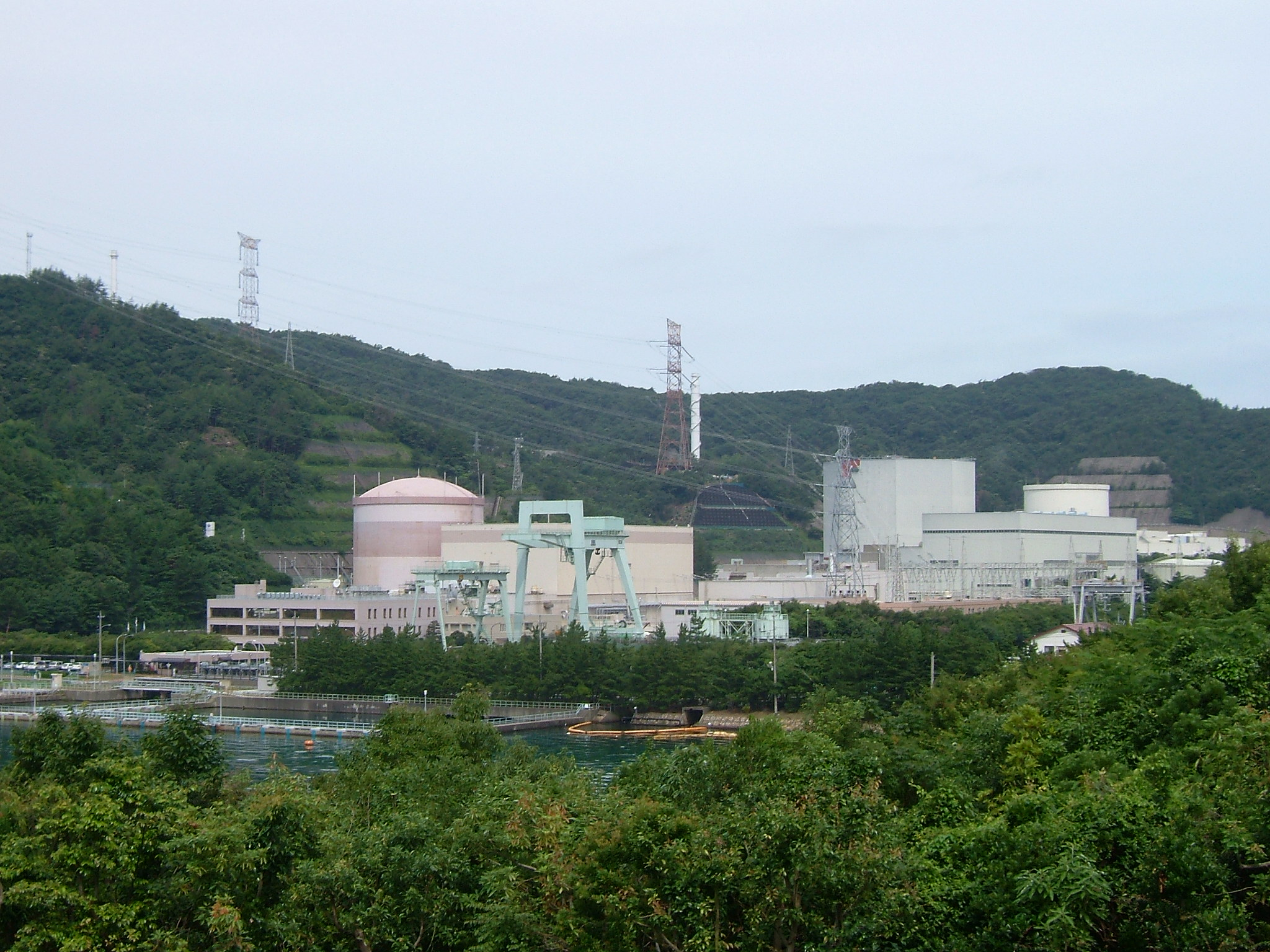
EJ Tsuruga, 2009

Elektrownia zajmuje powierzchnię 5,12 km², z czego 94% zajmują tereny zielone.

## Reaktory
| Nazwa bloku | Rodzaj reaktora        | Producent                   | Rozpoczęcie budowy | Stan krytyczny      | Włącz. do sieci   | Moc elektr. netto | Moc elektr. brutto | Moc termiczna | L. zestaw. paliw. | Koszt całk. bloku |
| ----------- | ---------------------- | --------------------------- | ------------------ | ------------------- | ----------------- | ----------------- | ------------------ | ------------- | ----------------- | ----------------- |
| Tsuruga-1   | BWR typu II            | General Electric            | 30 listopada 1966  | 3 października 1969 | 16 listopada 1969 | 341 MW            | 357 MW             | 1067 MW       |                   |                   |
| Tsuruga-2   | PWR typu M (4-pętlowy) | Mitsubishi Heavy Industries | 30 listopada 1982  | 28 maja 1986        | 19 czerwca 1986   | 1115 MW           | 1160 MW            | 3423 MW       |                   |                   |

## Zdarzenia
W latach 1994–2010 w elektrowni miały miejsce 22 usterki lub zdarzenia, o których konieczne było powiadomienie japońskiego urzędu dozoru jądrowego. Trzy sklasyfikowana na poziomie 1. Szesnaście zostało sklasyfikowanych na poziomie zerowym skali INES, tj. jako odchylenie bez znaczenia dla bezpieczeństwa. Trzy nie podlegały klasyfikacji INES.